# Leif Yttergren
Karl Leif Yttergren, född 24 juli 1956, i Spånga i Stockholm, är en svensk före detta basketspelare. 
Han deltog i det svenska basketlaget vid Olympiska Spelen i Moskva i Sovjetunionen 1980. Sverige slutade på 10:e plats av tolv deltagande nationer. Yttergren blev tillsammans med Roland Rahm bäste svenske poängplockare med 77 poäng. Totalt spelade Yttergren 124 landskamper och representerade på klubblagsnivå under flera år Alvik Basket med vilka han vann fyra SM-guld.  
Efter idrottskarriären slog Yttergren in på den akademiska banan och studerade historia på Stockholms Universitet. Där kom han att ägna sig åt idrottshistorisk forskning med Jan Lindroth (sedermera professor i historia, särskilt idrottshistoria) som handledare. 1996 publicerades Yttergrens avhandling Täflan är lifvet. Idrottens organisering och sportifiering i Stockholm 1860-1898.
Yttergren har publicerat en rad böcker och otaliga artiklar på ämnet idrottshistoria. Han har varit redaktör för Svenska Idrottshistoriska föreningens årsbok Idrott Historia Samhälle under en lång rad av år. Under 2010-talet har Yttergren bland annat ägnat sig åt de Olympiska Spelen i Stockholm 1912 samt kvinnliga gymnastikdirektörer, utbildade på Gymnastiska Centralinstitutet 1865 - 1912. År 2017 fick Leif Yttergren Svenska Idrottshistoriska Föreningens pris, SVIF-priset, för utvecklandet av idrottshistoria som högskoleämne och en rik produktion av idrottshistorisk forskning i såväl artiklar som böcker.   
Sedan mitten av 1990-talet har Yttergren verkat som högskolelektor vid Gymnastik- och idrottshögskolan (GIH) i Stockholm. 